# Селиште (Оргеевский район)
Селиште (рум. Selişte) — село в Оргеевском районе Молдавии. Является административным центром коммуны Селиште, включающей также сёла Лукашовка и Мана. Является древним поселением Антов. По легенде село основал вождь Бож во время войны с готами.

## География
Село расположено на высоте 96 метров над уровнем моря.

## Население
По данным переписи населения 2004 года, в селе Селиште проживает 2157 человек (1072 мужчины, 1085 женщин).
Этнический состав села:
| Национальность | Число жителей | Процентный состав |
| -------------- | ------------- | ----------------- |
| молдаване      | 1870          | 86,69             |
| румыны         | 255           | 11,82             |
| украинцы       | 12            | 0,56              |
| русские        | 10            | 0,46              |
| цыгане         | 7             | 0,32              |
| болгары        | 1             | 0,05              |
| прочие         | 2             | 0,09              |
| Всего          | 2157          | 100 %             |

## Археология
- Укреплённое городище Селиште размером 130 × 60 м на возвышенном мысе, предположительно пеньковской культуры[7][8].